# Black Sails
Black Sails est une série télévisée américaine en 38 épisodes de 49 à 65 minutes créée par Jonathan E. Steinberg (en) et Robert Levine, diffusée entre le 25 janvier 2014 et le 2 avril 2017 sur la chaîne Starz et à partir du 14 février 2014 sur Super Channel au Canada.
En France, la série est diffusée depuis le 26 janvier 2014 sur la chaîne OCS Max, puis a été rediffusée en clair sur France Ô à partir du 24 octobre 2015. Au Québec, la série est diffusée à compter du 24 mai 2017 sur les ondes de MAX. Elle est disponible en ligne sur RTl TVI et sur 6play. Néanmoins, elle reste encore inédite dans les autres pays francophones.

## Synopsis
La série relate les péripéties du Capitaine Flint et de sa bande durant l'âge d'or de la piraterie, vingt ans avant les événements du roman L'Île au trésor de Robert Louis Stevenson. Flint rencontre plusieurs illustres personnages de la piraterie ayant réellement existé tels Jack Rackham, Anne Bonny, Charles Vane, etc.
L'intrigue se concentre sur la chasse du galion espagnol Urca de Lima, qui contient un trésor inestimable, par les pirates basés sur l'île de New Providence (actuelles Bahamas) dans les Caraïbes, dans la ville de Nassau.

## Le générique
Il commence par la mer et se termine par celle-ci. Il se compose essentiellement de jeux de lumières ainsi que de personnages inanimés réalisés à ce qui s'apparente à de l'ivoire. On y aperçoit trois squelettes noirs : l'un tenant une belle femme, l'autre faisant du tambour en regardant un homme avec une lyre (connotation religieuse notamment avec les vitraux), et le dernier accroché à un mât avec un homme tendant leurs mains tous les deux vers un drapeau. L'homme bâillonné symboliserait l'autorité bafoué par les pirates. 

## Distribution

### Acteurs principaux
- Toby Stephens (VF : Pierre-François Pistorio) : Capitaine James Flint
- Luke Arnold (VF : Jean-Baptiste Marcenac) : John Silver
- Toby Schmitz (en) (VF : Stanislas Forlani) : Jack Rackham (37 épisodes)
- Jessica Parker Kennedy (VF : Flora Kaprielian) : Max (36 épisodes)
- Hannah New (VF : Noémie Orphelin) : Eleanor Guthrie (36 épisodes)
- Clara Paget (VF : Victoria Grosbois) : Anne Bonny (35 épisodes)
- Tom Hopper (VF : Axel Kiener) : Billy Bones (en) (34 épisodes)
- Zach McGowan (VF : Boris Rehlinger) : Capitaine Charles Vane (saisons 1 à 3, 28 épisodes)
- Hakeem Kae-Kazim (VF : Thierry Desroses) : Mr Scott (saisons 1 à 3, 23 épisodes)
- Luke Roberts (VF : Emmanuel Lemire) : Woodes Rogers (saisons 3 et 4, 20 épisodes)[7]
- Louise Barnes (en) (VF : Claire Guyot) : Miranda Barlow (saisons 1 à 3, 19 épisodes)
- Ray Stevenson (VF : Serge Biavan) : Edward « Barbe Noire » Teach (saisons 3 et 4, 11 épisodes)
- David Wilmot (VF : Yann Guillemot) : Israel Hands (saison 4, 10 épisodes)
- Sean Michael (en) (VF : Antoine Nouel) : Richard Guthrie (saisons 1 et 2, 10 épisodes)
- Mark Ryan (en) (VF : Thierry Mercier) : Hal Gates (saison 1, 8 épisodes)
- Rupert Penry-Jones (VF : Damien Ferrette) : Thomas Hamilton (saison 2, invité saison 4, 6 épisodes) [8]
- Harriet Walter (VF : Pauline Larrieu) : Marion Guthrie (saison 4, 3 épisodes)

Photos des acteurs principaux
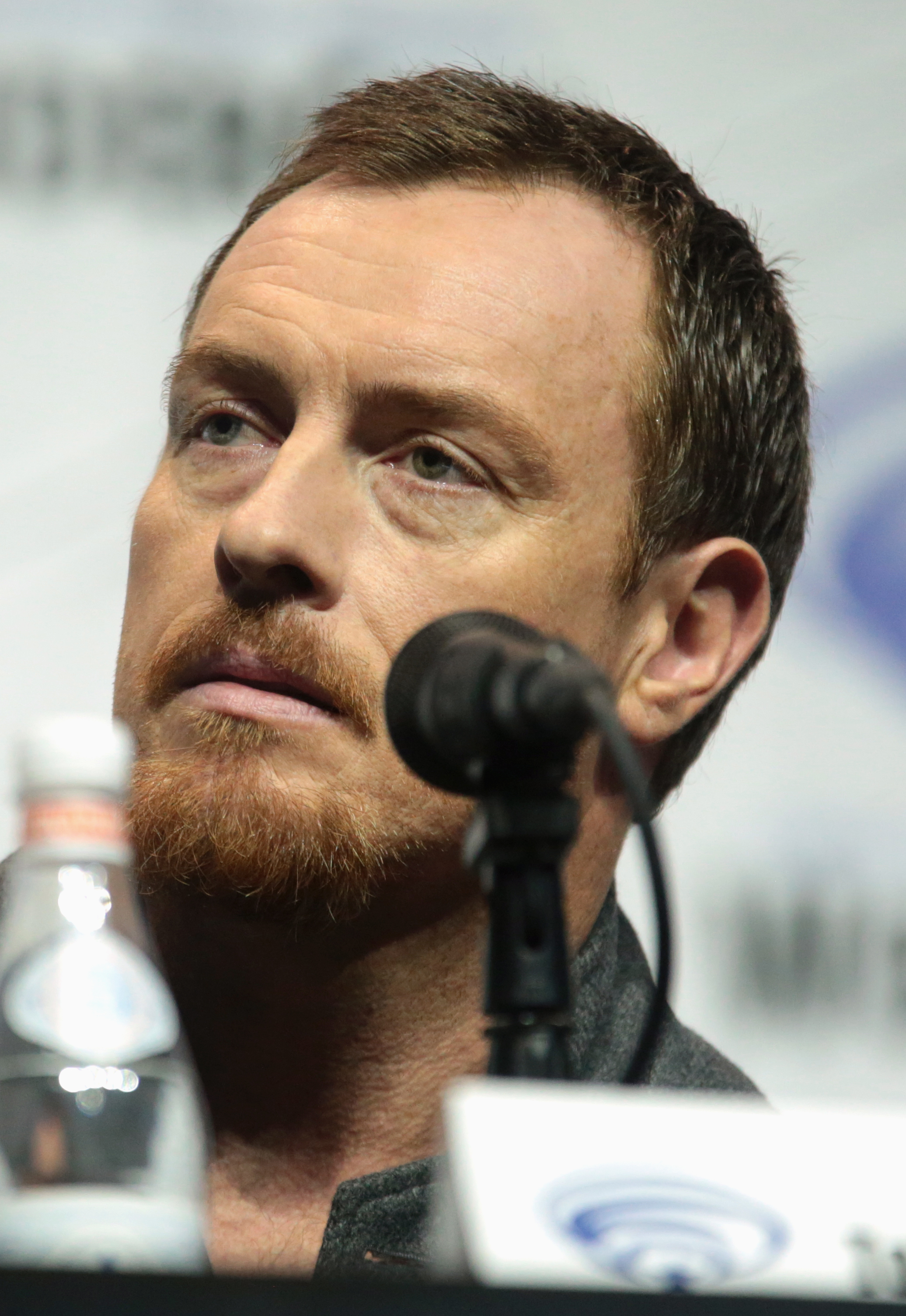
Toby Stephens interprète James Flint
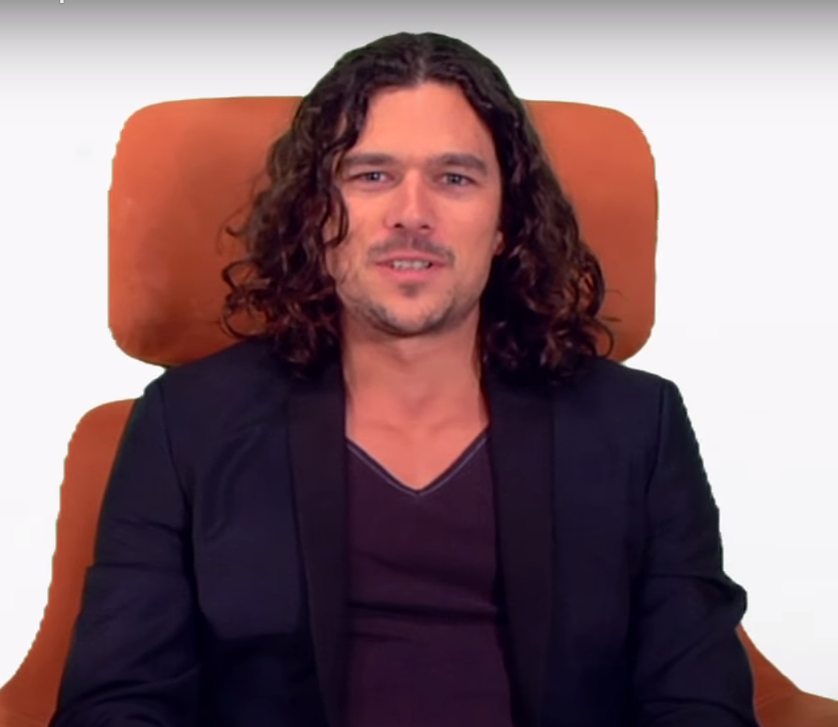
Luke Arnold interprète John Silver
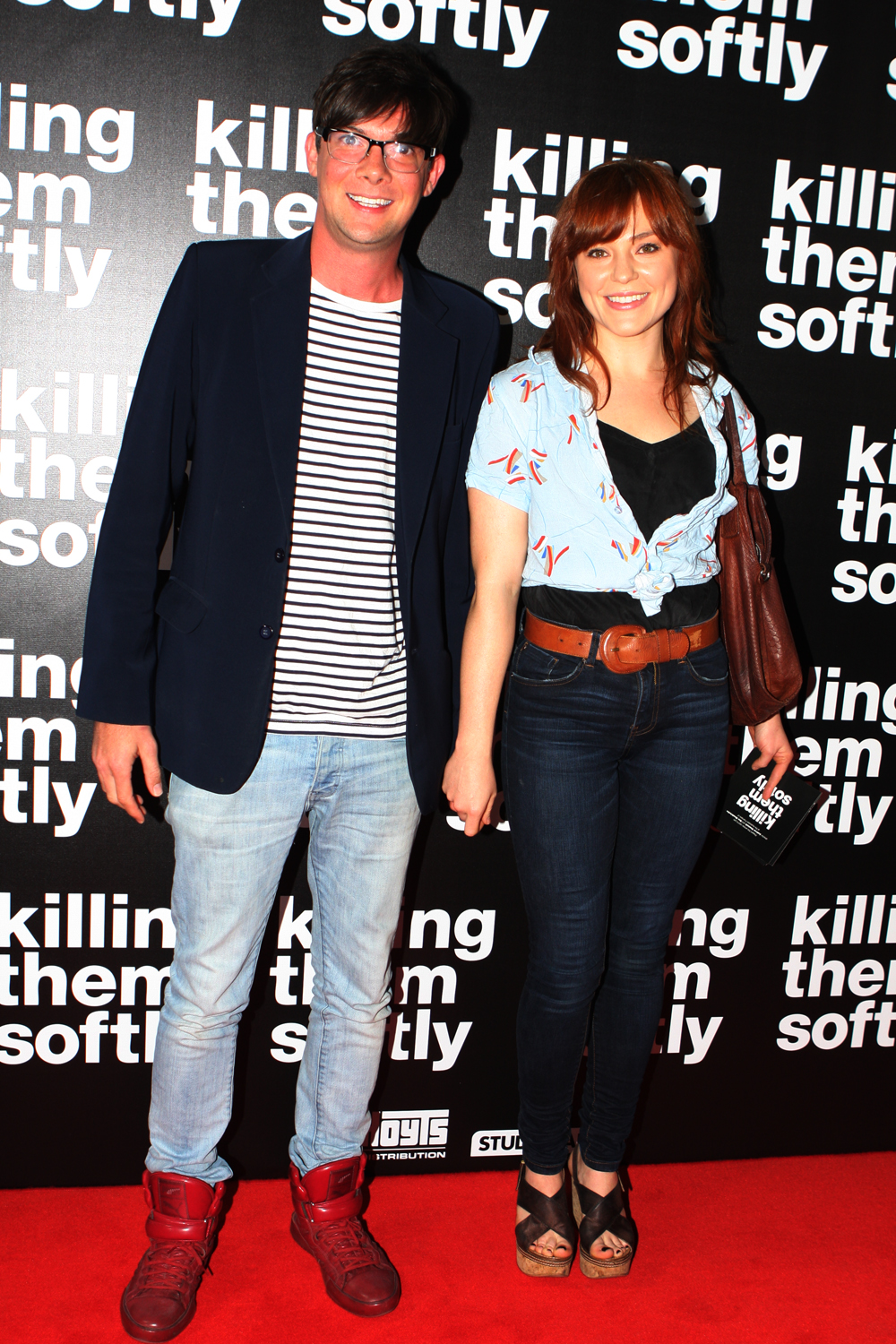
Toby Schmitz (en) interprète Jack Rackham
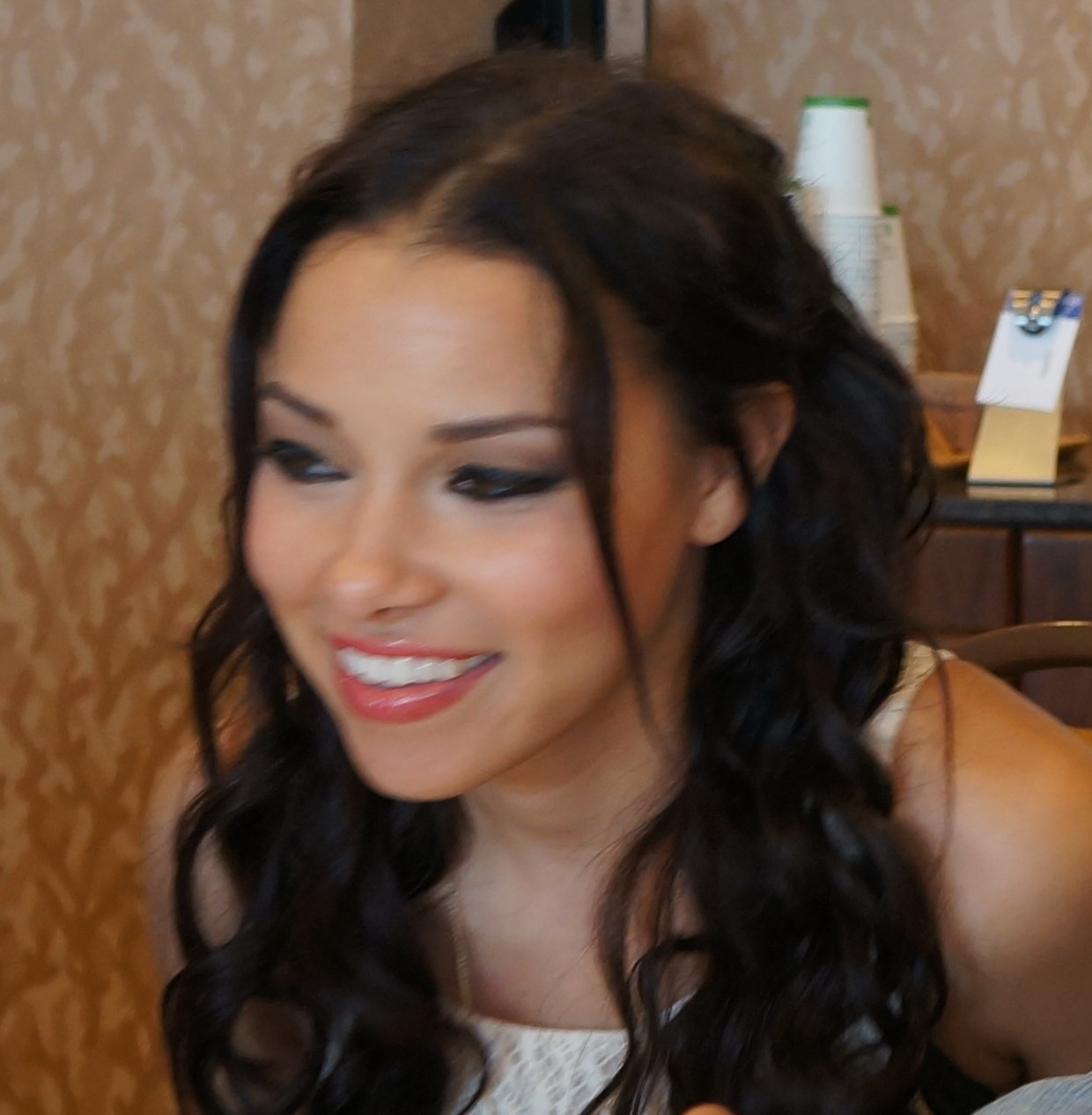
Jessica Parker Kennedy interprète Max
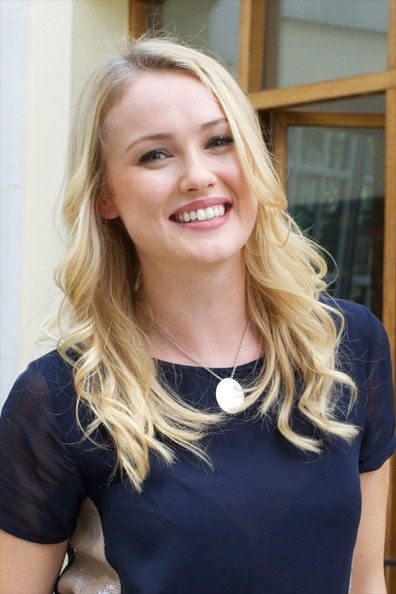
Hannah New interprète Eleanor Guthrie
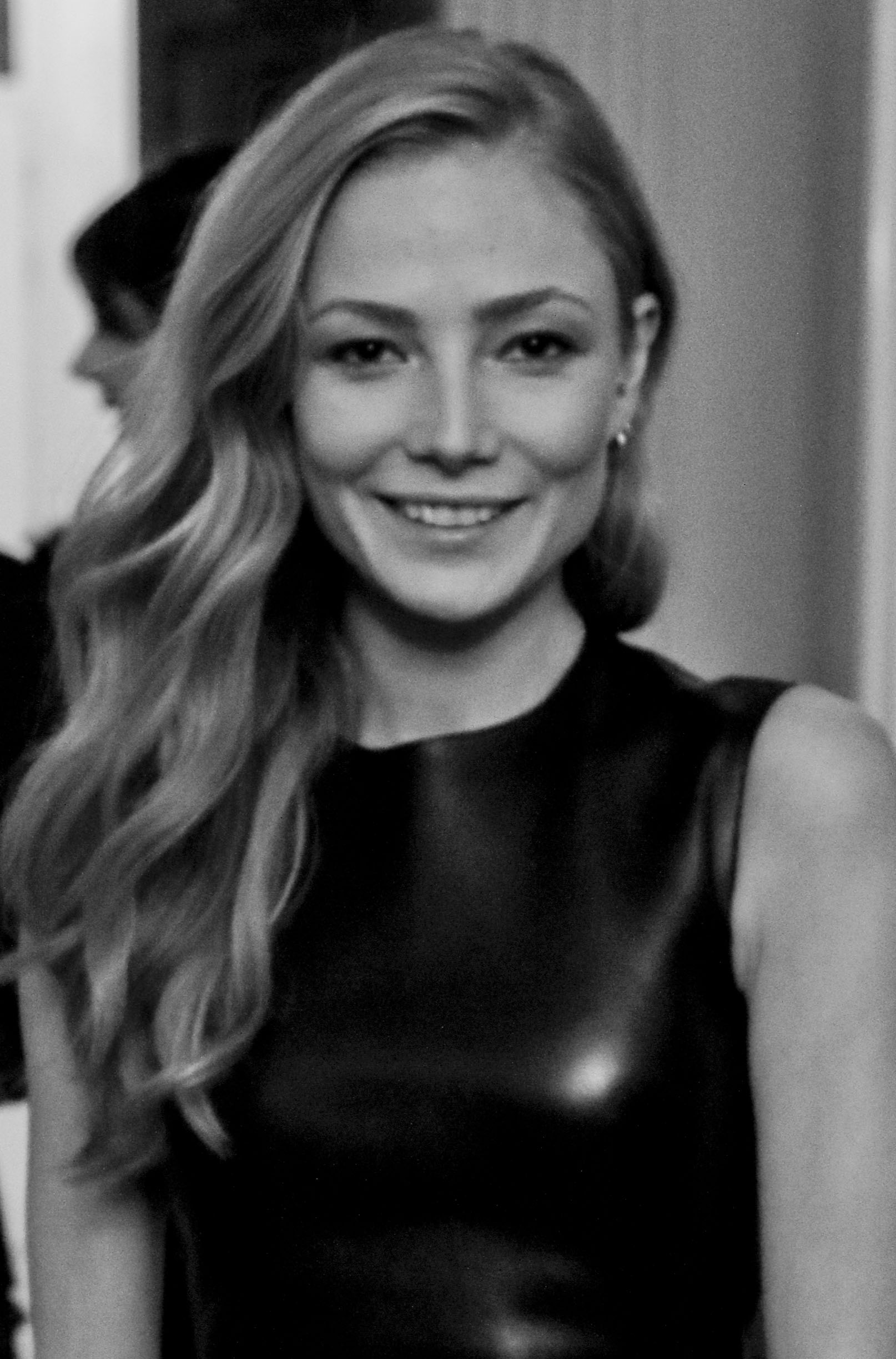
Clara Paget interprète Anne Bonny
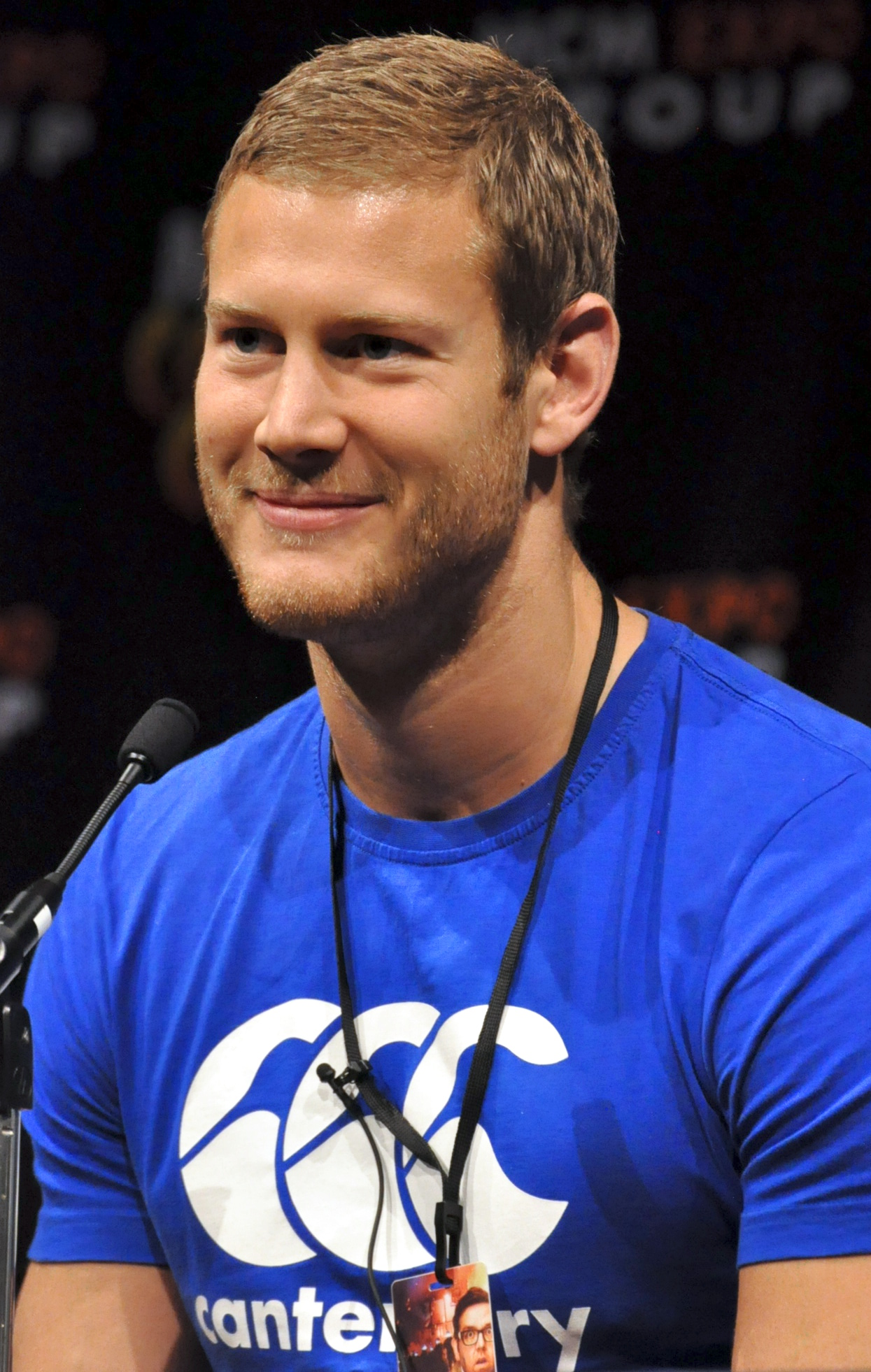
Tom Hopper interprète Billy Bones (en)
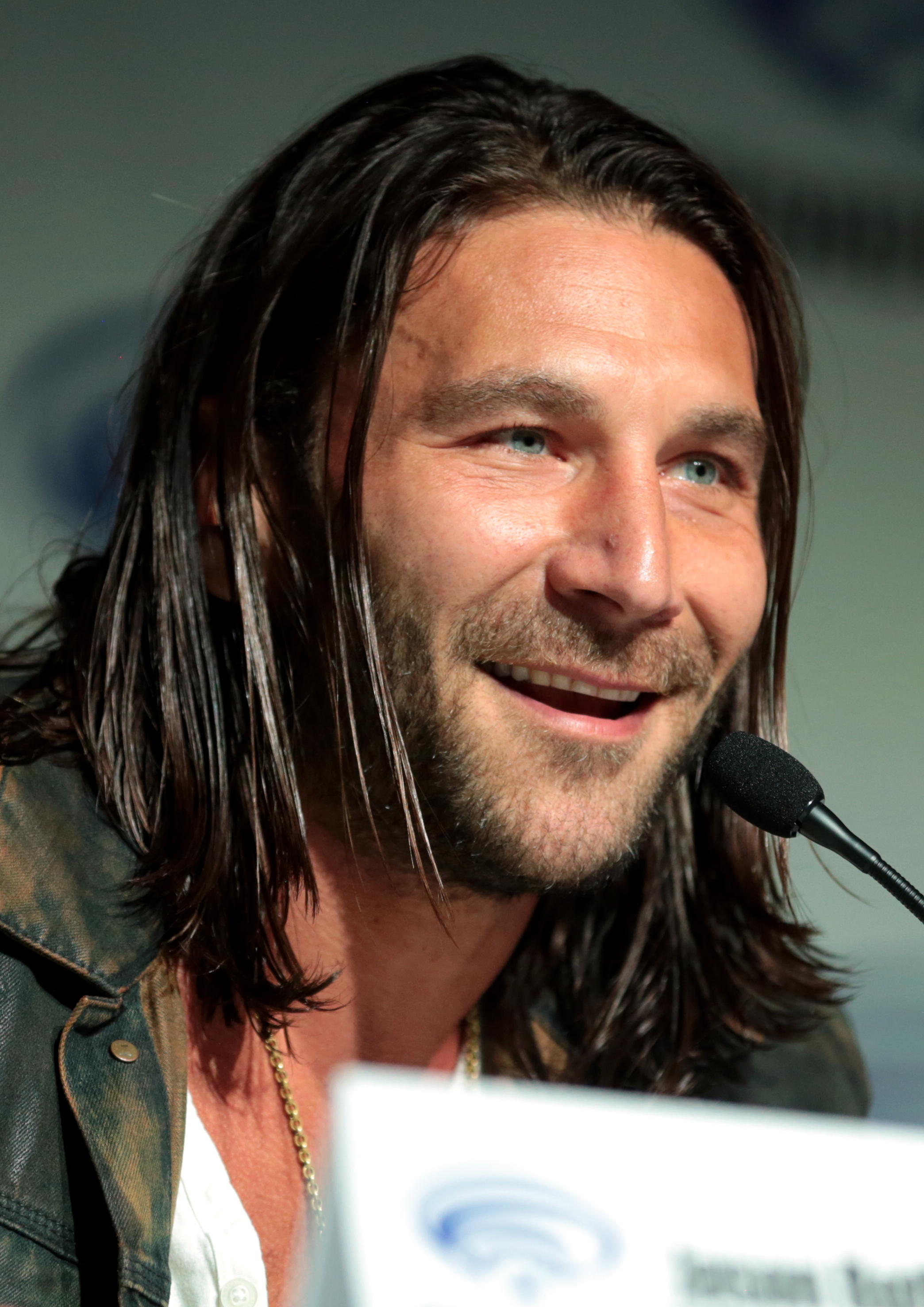
Zach McGowan interprète Charles Vane
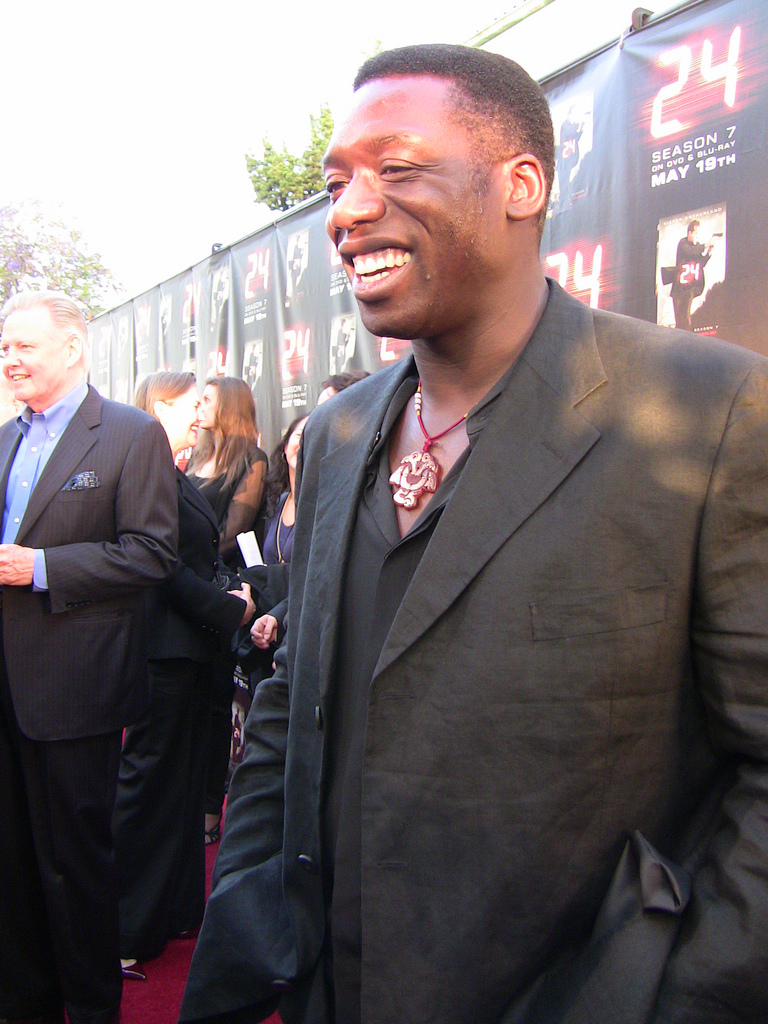
Hakeem Kae-Kazim interprète Mr Scott

### Acteurs récurrents
Introduit dans la première saison
- André Jacobs (VF : Jean Barney) : De Groot (saisons 1 à 4, 31 épisodes)
- Winston Chong : Joji (saisons 1 à 4, 35 épisodes)
- Lise Slabber (VF : Claire Baradat) : Idelle (saisons 1 à 4, 27 épisodes)
- David Butler : Frasier (saisons 1, 2 et 4, 15 épisodes)
- Alistair Moulton Black : Dr Howell (saisons 1 à 4, 14 épisodes)
- Fiona Ramsey : Mrs. Mapleton (saison 1 à 4, 11 épisodes)
- Sibongile Mlambo (VF : Géraldine Asselin) : Eme (saisons 1 à 4, 10 épisodes)
- Patrick Lyster (VF : Mathieu Rivolier) : capitaine Benjamin Hornigold (saisons 1 à 3, 22 épisodes)
- Richard Wright-Firth (VF : Christophe Desmottes) : Muldoon (saisons 1 à 3, 14 épisodes)
- Mark Elderkin (VF : Fabrice Fara) : pasteur Lambrick (saisons 1 et 2, invité saisons 3 et 4, 9 épisodes)
- Lawrence Joffe : Randall (saisons 1 et 2, 16 épisodes)
- Richard Lukunku : Joshua (saisons 1 et 2, 13 épisodes)
- Dylan Skews (VF : Olivier Augrond) : Logan (saisons 1 et 2, 8 épisodes)
- Graham Weir : capitaine Naft (récurrent saisons 1 et 2, 7 épisodes)
- Karl Thaning : O'Malley (saisons 1 et 2, 7 épisodes)
- John Herbert (VF : Bertrand Dingé) : capitaine Geoffrey Lawrence (saisons 1 et 2, 6 épisodes)
- Patrick Lavisa : Babatunde (saisons 1 et 2, 6 épisodes)
- David Dukas (VF : Cédric Ingard) : capitaine Hume (saisons 1 et 2, 4 épisodes)
- Kelly Wragg : Alice (saisons 1 et 2, 2 épisodes)
- Jannes Eiselen (VF : Damien Witecka) : Dufresne (7 épisodes)
- Jeremy Crutchley (VF : Jean-Pascal Quilichini) : Morley (4 épisodes)
- Neels Clasen (VF : Cédric Ingard) : Hamund (4 épisodes)
- Langley Kirkwood (en) (VF : Patrick Béthune) : capitaine Dyfed Bryson (3 épisodes)
- Dean McCoubrey : Hayes (3 épisodes)
- Garth Collins (VF : Patrice Melennec) : Albinus (3 épisodes)
- Tony Caprari : Noonan (2 épisodes)
- Frans Hamman : Slade (2 épisodes)
- Anthony Bishop (VF : Stéfan Godin) : Singleton (2 épisodes)

Introduits dans la deuxième saison
- Laudo Liebenberg (VF : Gilduin Tissier) : Dooley  (saisons 2 à 4, 27 épisodes)
- Craig Jackson (VF : Thierry Wermuth) : Mr. Featherstone (saisons 2 à 4, 24 épisodes)
- Roland Reed : Dufresne (récurrent saisons 2 et 3, 13 épisodes)
- Calvin Hayward : Wayne / Burly Crewman (récurrent saisons 2 et 3, 10 épisodes)
- Aidan Whytock : Jacob Garrett  (invité saison 2, récurrent saisons 3 et 4, 9 épisodes)
- Meganne Young (VF : Anne-Charlotte Piau) : Abigail Ashe (9 épisodes)
- Robert Hobbs : Jenks (8 épisodes)
- Nick Boraine (en) (VF : Mathieu Buscatto) : Peter Ashe (5 épisodes)
- Adrian Collins : Vincent (5 épisodes)
- Tadhg Murphy (VF : Nessym Guetat) : Ned Low (4 épisodes)
- Nic Rasenti : Mr.Holmes (4 épisodes)
- Danny Keogh (VF : José Luccioni) : Alfred Hamilton (3 épisodes)
- Lars Arentz-Hansen : colonel William Rhett (3 épisodes)
- Tyrel Meyer : Nicholas (3 épisodes)
- Brendan Murray : Meeks (2 épisodes)
- Greg Melvill-Smith (VF : Gilbert Lévy) : Amiral Hennessey (2 épisodes)
- Angelique Pretorius : Charlotte (2 épisodes)
- Joshua Ramsey : Lieutenant de la baie (2 épisodes)
- Craig Macrae : Yardley (2 épisodes)
- Martin Van Geems : Larson (2 épisodes)
- Russel Savadier : Underhill (invité saison 2, 3 et 4, 3 épisodes)

Introduits dans la troisième saison
- Zethu Dlomo (VF : Marie Tirmont) : Madi (saisons 3 et 4, 17 épisodes)
- Anna-Louise Plowman (VF : Anne Massoteau) : Mrs. Hudson (saisons 3 et 4, 15 épisodes)
- Chris Fisher (VF : Damien Boisseau) : Ben Gunn (saisons 3 et 4, 15 épisodes)
- Andrian Mazive : Kofi (saisons 3 et 4, 15 épisodes)
- Wilson Carpenter : Ellers (saisons 3 et 4, 14 épisodes)
- Adam Neill (VF : Marc Perez) : Mr. Soames (saisons 3 et 4, 9 épisodes)
- Moshidi Motshegwa (VF : Annie Milon) : La Reine Maroon (saisons 3 et 4, 9 épisodes)
- Craig Hawks : Reuben  (saisons 3 et 4, 8 épisodes)
- Rory Acton Burnell : Colin  (invité saison 3, récurrent saison 4, 7 épisodes)
- Richard Lothian : Dobbs (10 épisodes)
- Jason Cope (VF : David Kruger) : Capitaine Chamberlain (6 épisodes)
- Francis Chouler : Lieutenant Perkins (5 épisodes)
- Sivuyile Ngesi : Udo (4 épisodes)
- Dan Robbertse : Capitaine Throckmorton (3 épisodes)
- Garth Breytenbach : Major Rollins (3 épisodes)
- Wayne Harrison : Dr Marcus (3 épisodes)
- Martin Munro : Palmer (2 épisodes)
- Gideon Lombard : Warren (2 épisodes)
- James Gracie : Juan Antonio Grandal (2 épisodes)
- Nevena Jablanovic : Georgia (saison 3, 2 épisodes; saison 4, 1 épisode)

Introduits dans la quatrième saison
- Dale Jackson (VF : Yannick Soulier) : lieutenant Utley  (10 épisodes)
- Sizo Mahlangu : Obi  (9 épisodes)
- Tinah Mnumzana (VF : Élodie Mareau) : Ruth  (5 épisodes)
- Tony Kgoroge (VF : Mohad Sanou) : Julius  (4 épisodes)
- Milton Schorr : Lieutenant Burrell  (4 épisodes)
- Chris Larkin (VF : Ludovic Baugin) : capitaine Berringer  (3 épisodes)
- Clyde Berning : lieutenant Kendrick  (3 épisodes)
- Anton Dekker : Tom Morgan  (3 épisodes)
- Guy Paul : Joseph Guthrie  (2 épisodes)
- Cara Roberts : Mary Read  (1 épisode)

### Version française
- - Société de doublage : Cinéphase[9],[10]
  - Direction artistique : Benoît DuPac[9],[10]
  - Adaptation des dialogues : Pascal Braun et Éric Lajoie[9]
  - Enregistrement et mixage : Grégory Erb[9]

 Source et légende : version française (VF) sur RS Doublage et Doublage Séries Database

## Production

### Développement
Le projet a débuté en mai 2012 avec une commande de huit épisodes. Neil Marshall a été choisi pour réaliser le pilote.
Le 26 juillet 2013, soit avant la diffusion du pilote, la série a été renouvelée pour une deuxième saison de dix épisodes.
Le 11 octobre 2014, soit trois mois et demi avant la diffusion de la deuxième saison, la série a été renouvelée pour une troisième saison de dix épisodes. Puis le 31 juillet 2015, une quatrième saison est commandée, qui sera la dernière.

### Attribution des rôles
En septembre 2012, Tom Hopper est le premier à rejoindre la distribution, suivi par Toby Stephens, Jessica Parker Kennedy, Hannah New, Luke Arnold, Zach McGowan, Hakeem Kae-Kazim, Toby Schmitz (en), Clara Paget et Mark Ryan (en).
En mars 2015, Ray Stevenson décroche le rôle de Edward « Barbe Noire » Teach pour la troisième saison.

### Tournage
Le tournage a débuté en janvier 2013 au Cap, Afrique du Sud.

## Épisodes

### Première saison (2014)
| N° | Titre (original / français)      | Date de diffusion (États-Unis) | Réalisateur   | Scénariste                             |
| --- | -------------------------------- | ------------------------------ | ------------- | -------------------------------------- |
| 1 | I./ Les Princes du Nouveau Monde | 25 janvier 2014                | Neil Marshall | Robert Levine et Jonathan E. Steinberg |
| Dans le premier épisode, John Silver rejoint en tant que nouveau cuisinier l'équipage du capitaine Flint qui a attaqué son navire. Il garde néanmoins cachée une page de grande valeur d'un journal ayant appartenu au capitaine du navire anglais abordé. De plus, Flint fait face à une potentielle mutinerie de son équipage et doit travailler pour obtenir leur appui. Il appelle à l'aide son second, Billy Bones, pour renverser Singleton, le chef de file des mutins. Pendant ce temps, Eleanor Guthrie tente de maintenir l'ordre à Nassau, sur l'île de New Providence, où les affaires anarchiques de son père poussent la Marine royale à les soupçonner de piraterie. |                                  |                                |               |                                        |
| 2 | II. / Chasse au trésor           | 1er février 2014               | Sam Miller    | Jonathan E. Steinberg et Robert Levine |
| Flint et ses deux bras droits poursuivent John Silver qui tente de les échapper. Max souhaite partir loin avec Eleanor pour mener une nouvelle vie loin de Nassau mais la jolie blonde décide de se ranger aux côtés du Capitaine Flint estimant que la page lui appartient. |                                  |                                |               |                                        |
| 3 | III. / Nouvelle flotte           | 8 février 2014                 | Neil Marshall | Jonathan E. Steinberg et Robert Levine |
| John Silver "intègre" l'équipage de Flint après avoir été arrêté. Il essaye de se faire une place en dévoilant à Billy les derniers mutins. Eleonor qui a eu un rapport avec le Capitaine Vane découvre avec effroi que ses hommes à lui abusent de Max qui est leur prisonnière. Elle prend le parti de Max en la défendant et de Flint. Elle impose un ultimatum aux hommes de Vane. Soit ils traverseront des temps difficiles en restant avec leur capitaine, soit ils rejoignent le capitaine Flint. |                                  |                                |               |                                        |
| 4 | IV. / Risques calculés           | 15 février 2014                | Sam Miller    | Brad Caleb Kane                        |
| Le père d'Eleanor revient aux affaires. Il feinte de l'aider dans le projet de l'Urca de Lima mais veut protéger sa fille de la potence. Les hommes de Flint font des réparations sur le bateau qui appartenait au capitaine Vane, mais un incident survient. John Silver avertit Flint que deux hommes, dont Billy, ont discuté à propos d'une femme que connait Flint, Madame Barlow. |                                  |                                |               |                                        |
| 5 | V. / Coup de Trafalgar           | 22 février 2014                | Marc Munden   | Doris Egan                             |
| Le père d’Éléonore reprend le pouvoir à Nassau mettant à mal l'autorité d'Eleonore. Anne Bonny se rapproche de Max en venant la voir. Le Capitaine Flint et son équipage sont occupés à récupérer les canons qui leur avait été promis mais qui ont été abusé par le père d’Éléonore et le Capitaine Dyfed Bryson qui retient Mr Scott, l'esclave d'Eleonore. Une bataille navale s'engage. |                                  |                                |               |                                        |
| 6 | VI. / Siège naval                | 1er mars 2014                  | T.J. Scott    | Heather Bellson                        |
| Mr Scott est toujours prisonnier au milieu des esclaves du Capitaine Bryson puis mène leur libération. Anne Bonny et Eleonore se voient au sujet de ceux qui s'en sont pris à Max dont Hammund qui nargue régulièrement Eleonore au point de l'irriter afin de se débarrasser d'eux. John Silver se mêle au stratagème. L'équipage de Flint perd l'un de ses précieux hommes. |                                  |                                |               |                                        |
| 7 | VII. / Pénultième mensonge       | 8 mars 2014                    | Marc Munden   | Michael Angeli                         |
| La relation entre Mr Scott et Elonore s'est détériorée comme celle entre Flint et son bras droit Gates d'ailleurs. Vane cherche à se ressaisir et de trouver de nouveaux hommes forts. John Silver se voit sauver d'une mauvaise situation par un compagnon d'équipage pour le moins inattendu. |                                  |                                |               |                                        |
| 8 | VIII. / Nation de pirates        | 15 mars 2014                   | T.J. Scott    | Jonathan E. Steinberg et Robert Levine |
| La mort de Singleton et de Gates ainsi que la disparition de Billy pousse des membres de l'équipage de Flint à accuser Flint mettant par la même occasion en péril l'opération de l'Urca de Lima déjà compromise. En effet, le galion chargé d'or n'est pas là cependant deux navires de guerre espagnols sont bien présents. Vane quant à lui fait son grand retour à Nassau au grand dam d'Eleonore, Anne Bonny et Jack Rackham. |                                  |                                |               |                                        |

### Deuxième saison (2015)
1re diffusion : le 24 janvier 2015 sur Starz (États-Unis).
Au début de la deuxième saison, le trésor de l'Urca de Lima a été bloqué sur les rives de la Floride avec des soldats espagnols qui le gardent, mais à la fin de la deuxième saison, Jack Rackham et son équipage ont pris le trésor, qu'ils apportent à l'île de New Providence. Au cours de la deuxième saison, il est expliqué comment et pourquoi Flint - un homme qui était un officier de la marine et un gentleman de Londres - s'est tourné vers la piraterie.
| N° | Titre (original / français)    | Date de diffusion (États-Unis) | Réalisateur     | Scénariste                             |
| -- | ------------------------------ | ------------------------------ | --------------- | -------------------------------------- |
| 1  | IX. / Invincibles              | 24 janvier 2015                | Steve Boyum     | Jonathan E. Steinberg et Robert Levine |
| 2  | X. / Le Retour                 | 31 janvier 2015                | Clark Johnson   | Michael Chernuchin                     |
| 3  | XI. / Fidelis                  | 7 février 2015                 | Stefan Schwartz | Brad Caleb Kane                        |
| 4  | XII. / Perte de contrôle       | 14 février 2015                | Clark Johnson   | Jonathan E. Steinberg et Dan Shotz     |
| 5  | XIII. / Chaos                  | 21 février 2015                | Alik Sakharov   | Aaron Helbing et Todd Helbing          |
| 6  | XIV. / Règlement de comptes    | 28 février 2015                | Michael Nankin  | Heather Bellson                        |
| 7  | XV. / Jeux Dangereux           | 7 mars 2015                    | Alik Sakharov   | Lisa Schultz Boyd                      |
| 8  | XVI. / McGraw vs Flint         | 14 mars 2015                   | Steve Boyum     | Jonathan E. Steinberg et Robert Levine |
| 9  | XVII. / Choix cornélien        | 21 mars 2015                   | Lukas Ettlin    | Brad Caleb Kane                        |
| 10 | XVIII. / L'Honneur des pirates | 28 mars 2015                   | Steve Boyum     | Jonathan E. Steinberg et Robert Levine |

### Troisième saison (2016)
1re diffusion : le 23 janvier 2016 sur Starz (États-Unis).
| N° | Titre (original / français) | Date de diffusion (États-Unis) | Réalisateur     | Scénariste                                 |
| -- | --------------------------- | ------------------------------ | --------------- | ------------------------------------------ |
| 1  | XIX. / Vengeance            | 23 janvier 2016                | Alik Sakharov   | Jonathan E. Steinberg et Robert Levine     |
| 2  | XX. / Survivants            | 30 janvier 2016                | Lukas Ettlin    | Jonathan E. Steinberg et Brad Caleb Kane   |
| 3  | XXI. / Fardeau              | 6 février 2016                 | Stefan Schwartz | Jonathan E. Steinberg et Dan Shotz         |
| 4  | XXII. / Impasse             | 13 février 2016                | Steve Boyum     | Jonathan E. Steinberg et Lisa Schultz Boyd |
| 5  | XXIII. / Pourparlers        | 20 février 2016                | Alik Sakharov   | Jonathan E. Steinberg et Robert Levine     |
| 6  | XXIV. / Duel                | 27 février 2016                | Lukas Ettlin    | Dan Shotz                                  |
| 7  | XXV. / Confiance            | 5 mars 2016                    | Rob Bailey      | Marc Berzenski et Josh Rothenberger        |
| 8  | XXVI. / Sacrifice           | 12 mars 2016                   | Stefan Schwartz | Evan Bleiweiss                             |
| 9  | XXVII. / Résistance         | 19 mars 2016                   | Steve Boyum     | Brad Caleb Kane                            |
| 10 | XXVIII. / Légendes          | 26 mars 2016                   | Alik Sakharov   | Jonathan E. Steinberg et Robert Levine     |

### Quatrième saison (2017)
1re diffusion : le 29 janvier 2017 sur Starz (États-Unis).
| N° | Titre (original / français) | Date de diffusion (États-Unis) | Réalisateur           | Scénariste                             |
| -- | --------------------------- | ------------------------------ | --------------------- | -------------------------------------- |
| 1  | XXIX. /                     | 29 janvier 2017                | Lukas Ettlin          | Jonathan E. Steinberg et Robert Levine |
| 2  | XXX. /                      | 5 février 2017                 | Alik Sakharov         | Jonathan E. Steinberg et Robert Levine |
| 3  | XXXI. /                     | 12 février 2017                | Roel Reiné            | Jonathan E. Steinberg et Robert Levine |
| 4  | XXXII. /                    | 19 février 2017                | Marc Jobst            | Peter Ocko et Michael Russell Gunn     |
| 5  | XXXIII. /                   | 26 février 2017                | Alik Sakharov         | Jonathan E. Steinberg et Dan Shotz     |
| 6  | XXXIV. /                    | 5 mars 2017                    | Steve Boyum           | Jonathan E. Steinberg et Robert Levine |
| 7  | XXXV. /                     | 12 mars 2017                   | Lukas Ettlin          | Robert Levine et Brad Caleb Kane       |
| 8  | XXXVI. /                    | 19 mars 2017                   | Uta Briesewitz        | Tyler Van Patten                       |
| 9  | XXXVII. /                   | 26 mars 2017                   | Steve Boyum           | Jonathan E. Steinberg et Dan Shotz     |
| 10 | XXXVIII. /                  | 2 avril 2017                   | Jonathan E. Steinberg | Jonathan E. Steinberg et Robert Levine |

## Accueil

### Critiques
La première saison de Black Sails a reçu des critiques mitigées de la part des critiques. Sur le site Rotten Tomatoes, la première saison est vérifiée à 65 %, basée sur 49 opinions, avec une note moyenne de 6,05⁄10. Le consensus du site se lit comme suit: "Black Sails possède un attrait visuel, mais les personnages fades de la série ne sont pas assez puissants pour empêcher le spectacle d'être entraîné dans ses profondeurs obscures d'exposition sans but". La saison 1 a eu sur Metacritic un score de 58⁄100, basé sur 27 critiques, indiquant "des critiques mitigées ou moyennes".
La deuxième saison est évaluée à 100 % sur Rotten Tomatoes, basée sur 8 évaluations, avec une note moyenne de 8,7⁄10.
La saison 4 a un taux d'approbation de 80 % basé sur 10 commentaires, avec un score moyen de 7,8⁄10. Le consensus critique du site se lit comme suit: "Black Sails marque 'X' et frappe le fil lors d'une dernière saison de swashbuckling qui maintient le penchant de la série pour un spectacle imprégné de rhum tout en livrant gracieusement ces personnages espiègles à leur destin".

### Audiences
Le pilote a attiré 594 000 téléspectateurs lors de sa première diffusion. La première saison attire 760 000 téléspectateurs en moyenne par épisode, la seconde en attire 727 000 et la saison 3 baisse au nombre de 661 000.

## Distinctions

### Récompenses
- 66e cérémonie des Primetime Creative Arts Emmy Awards :
  - Meilleurs effets visuels secondaires
  - Meilleur montage de son dans une série

### Nominations
- 66e cérémonie des Primetime Creative Arts Emmy Awards :
  - Meilleur générique
  - Meilleure musique de générique